# Ptiolinites
Ptiolinites (лат.) — ископаемый род двукрылых насекомых из семейства бекасницы (Rhagionidae). Нижний мел. Англия, Испания, Монголия, Россия. Один из древнейших родов мух.

## Описание
Длина крыла от 1 до 3 мм, длина тела около 2 мм. Голова полусферическая. Птеростигма мелкая или отсутствует. Ноги тонкие. Род был впервые выделен в 1986 году советским палеоэнтомологом В. Ковалёвым. Валидность рода была подтверждена в ходе ревизии и описания нескольких новых видов в 2000 году российским диптерологом М. Мостовским (Палеонтологический институт РАН, Москва), английскими и немецким палеонтологами Е. Яржембовским (E. A. Jarzembowski; Maidstone Museum & Art Gallery, Мейдстон, Кент; The University, Рединг, Великобритания), Р. Корэмом (R. A. Coram), и J. Ansorge (Institut fur Geologische Wissenschaften, Грайфсвальдский университет, Грайфсвальд, Германия) и назван в честь Хейди Корэм (Mrs Heidi Coram), нашедшей голотип.

## Систематика
- Ptiolinites almuthae Mostovski et al. 2000
- Ptiolinites cretaceus Kovalev, 1986
- Ptiolinites heidiae Mostovski et al. 2000
- Ptiolinites oudatchinae Mostovski et al. 2000
- Ptiolinites raypearcei Mostovski et al. 2000